# Lago di Capitello
Il lago di Capitello (in corso lavu à u Capitellu) è un lago di origine glaciale incastonato tra le ripide montagne della Corsica settentrionale. Il lago si trova a dieci chilometri di distanza dalla città di Corte e con i suoi 42 metri di profondità è il lago più profondo della Corsica.
Situato a 1930 metri di altitudine, è ghiacciato per gran parte dell'anno ed è difficilmente raggiungibile nei mesi invernali, essendo completamente circondato dalla neve. Nei mesi estivi è raggiungibile con un sentiero (in parte attrezzato negli ultimi punti) che parte dalla valle della Restonica, e che dopo circa 550 metri di dislivello, passando per il lago di Melo, arriva a Capitello.